# Center 501
Center 501 je bil obveščevalni center Nacionalnega komiteja Kraljevine Jugoslavije, ki je deloval v Celovcu.
Vodja centra je bil stotnik Franc Grum. 